# Cyców (gmina)
Pour les articles homonymes, voir Cyców.
Cyców est une gmina rurale (gmina wiejska) de la powiat de Łęczna, dans la Voïvodie de Lublin, dans l'est de la Pologne.
Son siège administratif (chef-lieu) est le village de Cyców, qui se situe environ 19 kilomètres (km) à l'est de Łęczna (siège du powiat) et 41 kilomètres à l'est de la capitale régionale Lublin (capitale de la voïvodie).
La gmina couvre une superficie de 147,87 km2 pour une population de 7 516 habitants en 2006.

## Histoire
De 1975 à 1998, la gmina est attachée administrativement à l'ancienne Voïvodie de Chełm.

Depuis 1999, elle fait partie de la nouvelle voïvodie de Lublin.

## Géographie

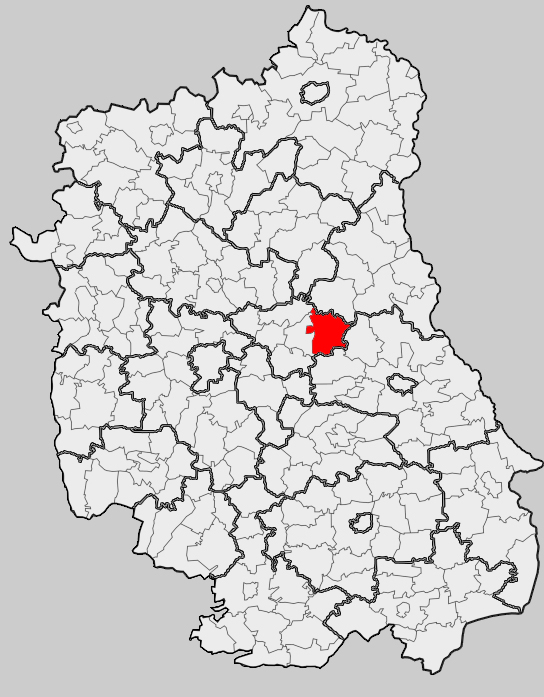
Position de la gmina dans la voïvodie

La gmina inclut les villages de:
- Adamów
- Barki
- Bekiesza
- Biesiadki
- Cyców
- Cyców-Kolonia Druga
- Cyców-Kolonia Pierwsza
- Garbatówka
- Garbatówka-Kolonia
- Głębokie
- Janowica
- Kopina
- Ludwinów
- Malinówka
- Małków
- Nowy Stręczyn
- Ostrówek Podyski, Podgłębokie
- Sewerynów
- Stary Stręczyn
- Stawek
- Stawek-Kolonia
- Stefanów
- Świerszczów
- Świerszczów-Kolonia
- Szczupak
- Wólka Cycowska, Wólka Nadrybska
- Zagórze
- Zaróbka
- Zosin

### Gminy voisines
La gmina de Cyców est voisine des gminy de:
- Ludwin
- Puchaczów
- Siedliszcze
- Urszulin
- Wierzbica

## Structure du terrain
D'après les données de 2002, la superficie de la commune de Cyców est de 147,87 kilomètres carrés, répartis comme telle :
- terres agricoles : 80 %
- forêts : 8 %

La commune représente 23,33 % de la superficie du powiat.

## Démographie
Données de 2013:
| Description        | Total  | Total | Femmes | Femmes | Hommes | Hommes |
| ------------------ | ------ | ----- | ------ | ------ | ------ | ------ |
| Unité              | Nombre | %     | Nombre | %      | Nombre | %      |
| Population         | 7 496  | 100   | 3 845  | 51,3   | 3 651  | 48,7   |
| Densité (hab./km²) | 50,7   | 50,7  | 26     | 26     | 24,7   | 24,7   |